# Alice Coachman
Alice Marie Coachman (Albany, Estados Unidos, 9 de noviembre de 1923 - ídem, 14 de julio de 2014) fue una atleta estadounidense de salto de altura, ganadora de la medalla de oro en los Juegos Olímpicos de Londres 1948, con lo que se convirtió en la primera mujer negra que obtuvo una medalla de oro en unas olimpiadas.

## Biografía
Alice Coachman nació el 9 de noviembre de 1923 en Albany, Georgia. Era la quinta de los diez hijos de Fred y Evelyn Coachman. Debido al color de su piel, Coachman no podía acceder a las instalaciones de entrenamiento atlético ni participar en deportes organizados. A la lista de barreras para el entrenamiento se añadía su condición de mujer atleta en una época de oposición generalizada a las mujeres en el deporte. Se entrenaba con lo que tenía a mano, corriendo sin zapatos por los caminos de tierra cercanos a su casa y utilizando equipos caseros para practicar sus saltos.
Coachman asistió a la escuela primaria de Monroe Street, donde fue animada por su profesora de quinto curso, Cora Bailey, y por su tía, Carrie Spry, a pesar de las reservas de sus padres. Cuando se matriculó en el Madison High School en 1938, se unió al equipo de atletismo y trabajó con Harry E. Lash para desarrollar su habilidad como atleta. Al cabo de un año, llamó la atención del Instituto Tuskegee de Tuskegee (Alabama).
En 1939 ingresó en la Escuela Preparatoria de Tuskegee a la edad de 16 años, después de que le ofrecieran una beca. La beca le obligaba a trabajar mientras estudiaba y entrenaba, lo que incluía limpiar y mantener las instalaciones deportivas, así como remendar uniformes.
Coachman se licenció en corte y confección en el Instituto Tuskegee en 1946. Al año siguiente, continuó sus estudios en el Albany State College, donde se licenció en Economía Doméstica con especialización en Ciencias en 1949. Se convirtió en profesora e instructora de atletismo.

## Trayectoria
Antes de llegar a la Escuela Preparatoria de Tuskegee, Coachman compitió en los Campeonatos Nacionales Femeninos de la Unión Atlética Amateur (AAU) batiendo los récords universitarios y nacionales de salto de altura mientras competía descalza. Su inusual estilo de salto era una combinación de salto recto y técnicas de balanceo occidental.
Coachman dominó el campeonato de salto de altura al aire libre de la AAU desde 1939 hasta 1948, ganando diez campeonatos nacionales consecutivos. Además de sus logros en salto de altura, ganó campeonatos nacionales en los 50 metros lisos, los 100 metros lisos y con el equipo de relevos de 400 metros como estudiante en el Instituto Tuskegee. Durante el mismo periodo, Coachman ganó tres campeonatos de conferencia jugando como escolta en el equipo femenino de baloncesto de Tuskegee. A pesar de estar en su mejor momento, Coachman no pudo competir en los Juegos Olímpicos de 1940 y 1944, ya que fueron cancelados a causa de la Segunda Guerra Mundial. En opinión del periodista deportivo Eric Williams, "si hubiera competido en esas Olimpiadas canceladas, probablemente estaríamos hablando de ella como la atleta femenina número 1 de todos los tiempos".
La primera oportunidad que tuvo Coachman de competir a escala mundial fue durante los Juegos Olímpicos de Londres de 1948. Se clasificó para el equipo olímpico de Estados Unidos con un salto de altura de 1,68 m, batiendo el récord anterior de 16 años por ¾ de pulgada. En la final de salto de altura de los Juegos Olímpicos de Verano de 1948, Coachman saltó 1,68 m en su primer intento. Su rival más cercana, la británica Dorothy Tyler, igualó el salto de Coachman, pero sólo en su segundo intento. Coachman fue la única mujer estadounidense que ganó una medalla de oro olímpica en atletismo en 1948. Su medalla fue entregada por el Rey Jorge VI de Inglaterra.
A su vuelta a Estados Unidos fue recibida por el presidente Harry Truman. Sin embargo, a su llegada a la ciudad de Albany, de donde era natural, se le organizó un desfile en el que de acuerdo con las leyes de segregación racial aun vigentes en ese momento, los ciudadanos negros no podían mezclarse con blancos y en la que el alcalde de la ciudad no llegó a darle la mano a Alice.
La carrera deportiva de Coachman terminó cuando tenía 24 años. Dedicó el resto de su vida a la educación y al Job Corps.
Coachman falleció en Albany, Georgia, el 14 de julio de 2014, de un paro cardíaco tras sufrir problemas respiratorios. Unos meses antes había sufrido un derrame cerebral por el que recibió tratamiento en una residencia de ancianos. Tuvo dos hijos durante su primer matrimonio con N. F. Davis, que terminó en divorcio. Su segundo marido, Frank Davis, la precedió en la muerte.